# رودی فینک
رودی فینک (انگلیسی: Rudi Fink؛ زادهٔ ۶ ژوئن ۱۹۵۸) بوکسور اهل آلمان بود.